# Coptos en Sudán

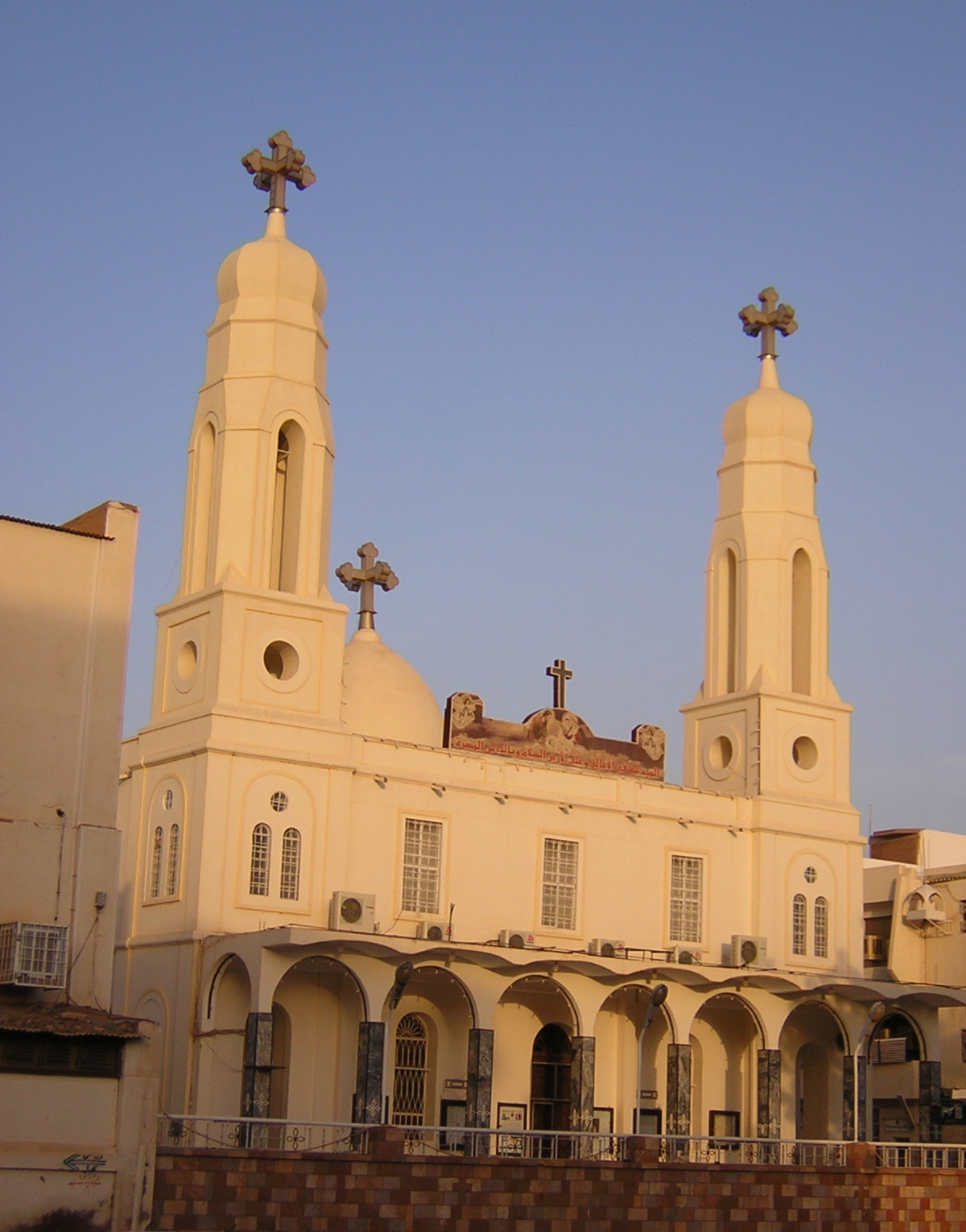
Catedral de Santa María Copta Ortodoxa Jartum, Sudán

Los coptos en Sudán se refiere a personas nacidas o residentes en Sudán de origen copto total o parcial. 
Sudán tiene una minoría copta nativa, aunque muchos coptos en Sudán descienden de inmigrantes coptos de Egipto.  Viven principalmente en ciudades del norte, como El Obeid, Atbara, Dongola, Jartum, Omdurmán, Puerto Sudán y Wad Madani.  Se calcula que hasta 500.000 personas o un poco más del 1% de la población sudanesa profesan esta religión.  Debido a la formación avanzada, su papel en la vida del país ha sido más significativa de lo que sugieren sus números.  Ocasionalmente se han enfrentado a la conversión forzada al Islam, lo que ha provocado su emigración y una disminución en el número.  
La inmigración moderna de coptos a Sudán alcanzó su punto máximo a principios del siglo XIX, y por lo general recibieron una bienvenida tolerante. Sin embargo, esto fue interrumpido por una década de persecución bajo el dominio mahdista a finales del siglo XIX.  Como resultado de esta persecución, muchos se vieron obligados a renunciar a su fe, adoptar el Islam y casarse con los sudaneses nativos. La invasión anglo-egipcia en 1898 permitió a los coptos una mayor libertad religiosa y económica, y extendieron sus roles originales como artesanos y comerciantes al comercio, la banca, la ingeniería, la medicina y el servicio civil. El dominio de los negocios y la administración los convirtió en una minoría privilegiada. Sin embargo, el regreso del iislamismo a mediados de la década de 1960 y las posteriores demandas de los radicales de una constitución islámica llevaron a los coptos a unirse a la oposición pública al gobierno religioso.  
La introducción de Gaafar Nimeiry de la ley islámica, la sharia en 1983 comenzó una nueva fase de opresión para la población copta al igual que ocurrió con otra población no musulmana. Después del derrocamiento de Nimeiry, los líderes coptos apoyaron a un candidato secular en las elecciones de 1986. Sin embargo, cuando el Frente Islámico Nacional derrocó al gobierno electo de Sadiq al-Mahdi con la ayuda de los militares, volvió a intensificarse la discriminación contra los coptos. Cientos de coptos fueron despedidos del servicio civil y el poder judicial.  
En febrero de 1991, un piloto copto que trabajaba para Sudan Airways fue ejecutado por posesión ilegal de moneda extranjera. Antes de su ejecución, le habían ofrecido amnistía y dinero si se convertía al Islam, pero se negó. Miles de personas asistieron a su funeral, y la ejecución fue considera como una advertencia por muchos coptos, que comenzaron a huir del país.  
Siguieron las restricciones a los derechos de los coptos para acceder la nacionalidad sudanesa, y se les hizo difícil obtener la nacionalidad sudanesa por nacimiento o por naturalización, algo que implicó también problemas al intentar viajar al extranjero. La confiscación de las escuelas cristianas y la imposición de un énfasis árabe-islámico en la enseñanza de idiomas e historia fueron acompañadas por el hostigamiento de niños y niñas cristianas y la introducción de leyes obligando a las niñas a utilizar el hijab . Un niño copto fue azotado por no recitar un verso coránico. En contraste con la amplia difusión en los medios de comunicación de las oraciones de los viernes de los musulmanes, la radio dejó de cubrir el servicio dominical cristiano. A medida que la guerra civil se extendió durante la década de 1990, el gobierno centró su fervor religioso en el sur. Aunque experimentaron discriminación, los coptos y otros grupos cristianos en el norte tenían menos restricciones que otros tipos de cristianos en el sur . 
En la actualdiad la Iglesia copta en Sudán está registrada oficialmente con el gobierno y está exenta del impuesto a la propiedad.  En 2005, el gobierno sudanés de Unidad Nacional (GNU) nombró a un sacerdote copto ortodoxo para un puesto en el gobierno, aunque la presión del partido islamista planteó dudas del compromiso con una representación religiosa o étnica más amplia.  
En agosto de 2019 la jueza Raja Nicola fue una de los seis civiles nombradas para formar parte del Consejo de Soberanía de Sudán que debe guiar la transición del país.

## Coptos notables en Sudán
- Obispo Karas, un obispo ortodoxo copto nacido en Sudán.
- Ra'ouf Mus'ad, dramaturgo, periodista y novelista nacido en Sudán.
- Raja Nicola Eissa Abdel-Masih, jueza y miembro del Consejo de Soberanía de Sudán que juró en agosto de 2019.